# 花桥镇 (东安县)
花桥镇，是中华人民共和国湖南省永州市东安县下辖的一个乡镇级行政单位。

## 行政区划
花桥镇下辖以下地区：
花山社区、花桥社区、马塘村、远井村、苏家村、贯门村、白井村、茶山村、青田村、泥塘村、唐家冲村、唐家岭村、香井村、中塘村、刘阳村、陈江村和樟树坪村。